# Clara Louise Kellog
Clara Louise Kellog (9. července 1842 Sumterville - 13. května 1916 New Haven) byla americká sopranistka a ředitelka operní společnosti, kterou sama založila.

## Život
Byla dcerou významného vynálezce George Kellogga. Hudebně se vzdělávala v New Yorku. Se zpěvačkou Pauline Lucca založila roku 1872 operní společnost Lucca-Kellog Company. Poté, co se 6. listopadu 1886 provdala za Carla Strakosche, skončila Carla Louise Kellogg svou operní kariéru.

## Operní kariéra
Poprvé zpívala na veřejnosti jako Gilda ve Verdiho opeře Rigoletto roku 1861 v Hudební akademii v New Yorku.

### Angažmá
- 1867 a 1879 – Her Majesty´s Londýn
- 1868 - 1872 – turné po USA
- 1873 - 1876 - ředitelka operní společnosti Lucca-Kelogg Company
- 1880 – Vídeň
- 1881 – Petrohrad

### Role
- Aida – Aida od Giuseppe Verdiho
- Filina – Mignon od Ambroise Thomase
- Markétka – Faust a Markétka od Charlese Gounoda
- Violetta – La traviata od Giuseppe Verdiho